# Anopheles neomaculipalpus
Anopheles neomaculipalpus är en tvåvingeart som beskrevs av Alan Curry 1931. Anopheles neomaculipalpus ingår i släktet Anopheles och familjen stickmyggor. Inga underarter finns listade i Catalogue of Life.